# Tharsis (Huelva)
Tharsis es una localidad española perteneciente al municipio de Alosno, en la provincia de Huelva, comunidad autónoma de Andalucía. Posee el rango administrativo de entidad local menor, lo que le confiere un importante grado de autonomía dentro del municipio de Alosno. Se encuentra situada a una altitud de 264 metros y a 48 kilómetros de la capital de provincia, Huelva. En 2022 el núcleo local contaba con una población de 1778 habitantes.
Tharsis ha sido durante muchos siglos una importante zona minera, en cuyos yacimientos se extraía principalmente pirita. Los orígenes de la localidad se sitúan en la segunda mitad del siglo XIX, tras la adquisición de las minas por la Tharsis Sulphur and Copper Company Limited. La empresa construyó un poblado obrero junto a las diversas explotaciones, al que dio el nombre de «Tharsis», y una zona residencial exclusiva para el personal británico. Los históricos yacimientos comenzaron a ser explotados a una escala mucho mayor, al tiempo que se creaban diversas instalaciones y una importante red ferroviaria. Esta dinámica de apogeo se mantuvo hasta finales del siglo XX, cuando el cierre de las explotaciones de Tharsis marcó el declive econónomico de la zona.

## Historia

### Historia Antigua
Existen evidencias arqueológicas que apuntan a que los recursos naturales de esta zona ya eran explotados por el hombre desde la Edad del Cobre. De hecho, el nombre de «Tharsis» se ha asociado frecuentemente con Tartessos, cuya cultura floreció al final de aquel período. No obstante, sería en época romana cuando se desarrollaron las actividades de extracción más importantes, como así atestiguan los numerosos escoriales que se han identificado en época contemporánea (Los Silillos, Esperanza, Filón sur o Huerta Grande). En la zona de Filón Sur se articuló un poblado minero de cierta entidad, al que algunos autores han identificado con el topónimo romano de Ad Rubras que aparece mencionado en el Itinerario de Antonino. Este núcleo habría estado conectado con otros centros del suroeste de la península ibérica a través de una calzada que iba desde Praesidium a Onuba.

### Historia contemporánea
A mediados del siglo XIX, tras la visita que hizo el ingeniero francés Ernest Deligny, se reactivó la explotación de los yacimientos de la zona. Las labores de extracción requerían de una numerosa mano de obra, lo que motivó que se fuera articulando un poblado para acoger a los trabajadores que acudían a la zona. Este núcleo, al que se llamó «Tharsis» por el conjunto minero, conoció un gran desarrollo a partir de 1866 cuando la Tharsis Sulphur and Copper Company Limited se hizo con el control de la cuenca minera. Esta empresa modernizó las explotaciones y acometió la construcción de una línea férrea de vía estrecha, el llamado ferrocarril de Tharsis, para enlazar las minas con la ría de Huelva. Este trazado fue inaugurado en 1871 y llegó a contar con dos estaciones en la zona: Tharsis y Empalme. El poblado creció considerablemente, llegando a disponer de diversos equipamientos para sus habitantes.
Hacia finales del siglo XIX el ingeniero de minas Joaquín Gonzalo y Tarín ofrecía el siguiente relato sobre el poblado de Tharsis:

De las edificaciones destinadas a viviendas hay un grupo para obreros capaz de alojar a los 3.500 que generalmente se han ocupado, o sea a una población de 10.000 almas, el cual se halla situado en una llanura al norte del criadero Sierra-Bullone, formando calles anchas y regulares, así como una gran plaza, destinada al mercado de abastos y un parador o posada.

En 1913 se derribó una parte del antiguo poblado obrero debido a la ampliación de los trabajos en el filón de Sierra Bullones. A raíz de este hecho se amplió la edificación del «Pueblo Nuevo de Tharsis», que acogería el alojamiento de los ingenieros y los miembros del «staff» técnico de la compañía y sus familias. Esta urbanización fue concebida como un barrio de carácter exclusivo en el que los miembros del personal de la compañía hacían vida de forma separada respecto a los españoles. De hecho, los británicos llegaron a contar con su propio club social y un cementerio de carácter protestante.
A partir de la década de 1960 los yacimientos e instalaciones de la zona pasaron a manos de la Compañía Española de Minas de Tharsis, lo que marcó el final de la presencia británica y de su pequeña colonia. Para entonces los principales trabajos se desarollaban en el área de Filón Norte, en tanto que los criaderos del resto de otras explotaciones ya se encontraban agotados. Sin embargo, la crisis que arrastraba la minería onubense a mediados de la década de 1990 llevó a que el negocio fuese asumido por los trabajadores a través de una nueva sociedad, Nueva Tharsis, en un intento por salvar la situación.

### Época reciente
A comienzos del siglo XXI cesó la explotación de los últimos yacimientos todavía en activo. El cese de las actividades mineras marcó el inicio de un profundo declive para la zona y su población, lo que se tradujo en una crisis demográfica. Durante los siguientes años se puso en marcha una limitada reconversión económica que, entre otras medidas, incluyó el establecimiento de un parque eólico sobre las antiguas escombreras y la puesta en marcha del cultivo de cítricos. La preservación y recuperación del patrimonio histórico-industrial ha constituido otro eje de actuación, labor que se ha concretado en la creación de un Museo Minero y de un Archivo histórico que acogía los fondos documentales de las distintas compañías que habían operado en la zona. Así mismo, se ha procedido a una rehabilitación de la antigua zona minera a través de la reforestación de las antiguas escombreras y la creación de una red de senderos peatonales para facilitar la visita de las gigantescas «cortas» a cielo abierto. 
En 2014 la cuenca minera de Tharsis-La Zarza fue declarada como Bien de Interés Cultural con la categoría de zona patrimonial.

## Demografía
Número de habitantes de la localidad desde el año 2000:
| Gráfica de evolución demográfica de Tharsis entre 2000 y 2022 |
|                                                               |

## Patrimonio y monumentos

### Patrimonio civil
- Casa del General Manager (s. XX). Edificio que acogió la residencia del director general de la compañía.
- Casa de Huéspedes (s. XX). Edificio que originalmente fungió como hotel de la empresa.
- Casino minero (s. XX). Edificio con fines recreativos para los obreros de las minas.
- Club Inglés (s. XX). Club social y centro cultural de la colonia británica en Tharsis.
- Museo minero de Tharsis (s. XX). Edificio que originalmente acogió el Hospital Minero de la compañía.
- Oficinas de la Compañía (s. XX). Antigua sede y oficinas de la Tharsis Sulphur and Copper Company.
- Pueblo Nuevo de Tharsis (s. XX). Zona residencial de la colonia británica en Tharsis.

### Patrimonio minero-industrial
- Corta Esperanza (ss. XIX-XX). Explotación minera a cielo abierto, actualmente inactiva y semi-inundada.
- Corta Filón Norte (ss. XIX-XX). Explotación minera a cielo abierto, actualmente inactiva y semi-inundada.
- Corta Filón Centro (ss. XIX-XX). Explotación minera a cielo abierto, actualmente inactiva y semi-inundada.
- Corta Filón Sur (ss. XIX-XX). Explotación minera a cielo abierto, actualmente inactiva y semi-inundada.
- Corta Sierra Bullones (ss. XIX-XX). Explotación minera a cielo abierto, actualmente inactiva y semi-inundada.
- Casa de Palancas (s. XX). Instalación ferroviaria para las labores de cambio y cruzamiento.
- Central térmica de Tharsis (s. XX). Antigua central para la producción de electricidad.
- Estación de Tharsis (ss. XIX-XX). Antigua estación de ferrocarril para pasajeros y mercancías.
- Estación de Empalme (s. XX). Antigua estación de ferrocarril para labores de cruzamiento.
- Ferrocarril de Tharsis (s. XIX). Línea férrea entre Tharsis y Corrales; en la actualidad se mantiene clausurada.
- Silo de mineral (s. XX). Instalación dedicada al almacenamiento y descarga de minerales.
- Talleres de Filón Norte (ss. XIX-XX). Antiguo complejo dedicado a reparaciones y mantenimiento.

### Patrimonio religioso
- Cementerio católico (s. XX). Camposanto del poblado de Tharsis.
- Cementerio protestante (ss. XIX-XX). Antiguo cementerio de la colonia británica.
- Iglesia de Santa Bárbara (s. XX). Iglesia parroquial del casco urbano de Tharsis.

## Cultura

### Fiestas
- Fiestas patronales: En honor a Santa Bárbara, las fiestas patronales se celebran del 1 al 8 de diciembre.
- Romería: Es la fiesta en honor a Santa Bárbara, patrona de los mineros, que consiste en una peregrinación a la ermita de la virgen situada en el campo. Se realiza el segundo fin de semana del mes de mayo con una duración de tres días.
- La Velada: Desde hace más de un siglo, Minas de Tharsis celebra, el segundo fin de semana de julio, la conocidísima y popular fiesta de verano llamada “La Velada", referente provincial. Las fiestas tienen una duración de cinco días, iniciándose el jueves con el alumbrado del recinto ferial.
- Semana Cultural de Tharsis: La semana cultural en Tharsis después de las fiestas patronales, la romería y la velada es el evento cultural más importante del año. Con más de una década de experiencia, se ha convertido en una semana imprescindible tanto para la ciudadanía de Tharsis como para los inmigrantes que nos visitan, así como para los ciudadanos de los pueblos colindantes. Se trata de una semana llena de actividades culturales, deportivas, musicales, etc. que se desarrollan en torno a la festividad de la Asunción del día 15 de agosto.
- Carnaval: El carnaval es una celebración pública que tiene lugar inmediatamente después de la Cuaresma cristiana (con fecha variable entre febrero y marzo según el año en que caiga), y que combina algunos elementos como disfraces, desfiles, pasacalles, etc. Se distingue por el «Entierro de la pirita», y se realiza un concurso de disfraces y una fiesta infantil.
- El Sandalio: El Sandalio es una celebración que se da por la inexistente Semana Santa en Tharsis. En su lugar, el domingo de resurrección, todos los vecinos de la localidad se trasladan al campo, al lugar conocido como El Barrito, donde todos pasan un día de convivencia junto a familiares, amigos, niños y donde, por supuesto, es bienvenido todo aquel que desee compartir un día con los tharsileños. La dieta es tradicional (tortillas de patatas, lomos empanados, picadillo, etc. y se toma el tradicional Bollo de Pascua.
- Navidad: La Navidad en Tharsis se celebra por todo lo alto. Destacan eventos tradicionales como la «Quema de las jachas»: grandes hogueras realizadas con pelatas, palos, hojas, que llegan a alcanzar más de 5 metros de altura, prenden el día de la Inmaculada Concepción (8 de diciembre); y la «entrega del oro a los Reyes Magos» y la «Cabalgata de Reyes».